# Leptacis bisecta
Leptacis bisecta är en stekelart som först beskrevs av Charles Thomas Brues 1910.  Leptacis bisecta ingår i släktet Leptacis och familjen gallmyggesteklar. Inga underarter finns listade i Catalogue of Life.